# 安斯利·索普
安斯利·索普（英語：Ainsley Thorpe，1998年2月13日—）是一名紐西蘭女子鐵人三項運動員。
索普從16歲開始參加鐵人三項比賽。她從2018年開始參加世界鐵人三項系列賽，最好成績是2019年在安特衛普參加衝刺賽時獲得第三名。她還參加了世界鐵人三項混合接力系列賽，並在2019年系列賽埃德蒙頓站的接力賽中奪冠。她代表國家參加2020年夏季奧林匹克運動會，但在單車賽段撞車後，沒有完成女子鐵人三項比賽。她還與泰勒·里德、海登·懷爾德和妮可·范德凱一起參加了混合接力比賽。
索普名列2022年大英國協運動會女子鐵人三項比賽的參賽名單，但因確診COVID-19而未出賽。

## 外部連結
- 安斯利·索普在Olympics.com的个人资料和比赛数据
- 安斯利·索普在Olympedia的个人资料和比赛数据